# Kathleen Robertson
Kathleen E. Robertson, född 8 juli 1973 i Hamilton i Ontario, är en kanadensisk skådespelare. 
Robertson är mest känd för rollen som Clare Arnold i TV-serien Beverly Hills.

## Filmografi (urval)
- 1993 – Mörka hemligheter
- 1994–1997 – Beverly Hills (TV-serie)
- 1997 – Nowhere
- 1998 – Killar, tjejer och hundar
- 1999 – Splendor
- 2000 – Psycho Beach Party
- 2000 – Beautiful
- 2001 – Scary Movie 2
- 2001 – Speaking of Sex
- 2002 – XX/XY
- 2006 – Hollywoodland